# Беца Йожеф Йожефович
Йо́жеф Йо́жефович Бе́ца (угор. Becza József; 6 листопада 1929, Мукачево, Закарпаття — 24 лютого 2011, Мукачево) — український радянський футболіст, півзахисник угорського походження. Гравець збірної СРСР, Олімпійський чемпіон 1956 року. Майстер спорту (з 1961), заслужений майстер спорту СРСР (з 1991), заслужений тренер Вірменської РСР (з 1980), заслужений тренер РСФРР. Орден «За заслуги» III ступеня (2004).

## Життєпис
Розпочав грати в футбол у 1943 році в юнацькій команді мукачівської тютюнової фабрики. Потім перейшов у місцевий «Більшовик», звідти — в ужгородський «Спартак». Армійську службу проходив у ГБО (Станіслав), «Спартаку» (Станіслав), львівському ОБО, а потім перейшов у ЦБРА. У чемпіонатах СРСР провів 35 матчів, забив 2 голи.
За збірну СРСР провів 2 матчі (в тому числі 1 матч за олімпійську збірну СРСР).
У віці 29 років змушений був завершити ігрову кар'єру через хворобу. Після завершення кар'єри гравця закінчив Ленінградський фізкультурний інститут ім. Лесгафта. У 1961—1972 роках з невеликими перервами тренував ростовський СКА. Потім 2,5 роки працював у Польщі з командою Північної групи військ. Надалі тренував різноманітні команди СРСР.
У 2004 році в Ужгороді вийшла книга журналіста Івана Жироша про Йожефа Бецу «Шлях до Олімпу».

## Досягнення
Як гравець
- Бронзовий призер чемпіонату СРСР (1955, 1956, 1958)
- Володар Кубка СРСР (1955)
- Олімпійський чемпіон: 1956
- Чемпіон ДСТ Спартак-1953.

Як тренер
- Срібний призер чемпіонату СРСР (1966)
- Фіналіст кубка СРСР (1971)